# Слово і час
«Сло́во і Час» — науково-теоретичний журнал академічного літературознавства. Виходить раз на два місяці у Києві.

## Засновники
- Національна академія наук України.
- Інститут літератури імені Тараса Шевченка.
- Національна спілка письменників України.

## Назви
- 1957—1990 — «Радянське літературознавство»
- 1990- донині — «Слово і Час»

## Головні редактори
- 1957 — 1961 — Олександр Білецький.
- 1961 — 1972 — Ігор Дзеверін.
- 1973 — 1979 — Віктор Бєляєв.
- 1980 — 1989 — знову Ігор Дзеверін.
- липень 1989 — січень 2000 — Віталій Дончик.
- від лютого 2000  — 2019 — Лукаш Скупейко.
- від січня 2020— до червня 2024 — Ігор Набитович.
- червень 2024 — Микола Жулинський.

## Історія
Журнал заснований 1938 року як наукові записки Інституту літератури ім. Т. Г. Шевченка АН УРСР під назвою «Радянське літературознавство» (1938—1957), а з січня 1957 р. — як періодичний друкований орган Інституту літератури ім. Т. Г. Шевченка та Спілки письменників України.
Первісно це був двомісячник. Від січня 1965 року журнал став виходити щомісяця.
Попередником журналу були наукові записки Інституту української літератури імені Тараса Шевченка АН УРСР (від вересня 1952 року — Інститут літератури імені Тараса Шевченка АН УРСР). Упродовж 1938—1957 років побачило світ 19 книг записок.

### Радянське літературознавство (1938—1990)
Після смерті Олександра Білецького (2 серпня 1961 року) журнал очолив Ігор Дзеверін. Наслідком цієї зміни науковий рівень журналу помітно знизився. Назагал великий розділ теорії літератури обмежився полем фіктивного теоретизування навколо питань соціалістичного реалізму. Ознаки партійно-пропагандивного характеру часто мали і статті з історії літератури й критики. Майже не було як матеріалів про сучасні спрямування світової літератури, так і про зв'язки української літератури з літературами Заходу та Сходу.
На зниження рівня журналу також вплинуло посилення репресій проти української культури з початку 1960-х років, наслідком чого звузилася тематика публікацій. Низку авторів позбавили права друкуватися в журналі. Серед них Іван Дзюба, Іван Світличний, Євген Сверстюк, Віктор Іванисенко.
Врешті, на рівні журналу позначився загальний занепад українського літературознавства, спричинений вимиранням учених старої школи (Сергій Маслов, Олександр Білецький, Павло Попов, Євген Ненадкевич та ін.). На їх місце яких прийшли вихованці радянської школи, серед яких майже не було знавців старої української літератури, тож тематика журналу дедалі більше звужувалася до дослідження літературних явищ 19 і 20 століть, а типовими дослідниками стали фахівці з питань взаємозв'язків української літератури з російською (Ніна Крутикова) або теорії соціалістичного реалізму (Микола Шамота). Це стало помітно, зокрема, на поступовому зниканні на початках добре задуманого розділу — публікації і повідомлення.

### Слово і Час (1990— донині)
Від січня 1990 року журнал виходить під сучасною назвою «Слово і час» (в самому журналі послуговуються написанням «Слово і Час», а також абревіатурою — «СіЧ»).
Журнал «Слово і Час» публікує розвідки з питань теорії та історії українського літературного процесу, компаративістики, історії зарубіжних і слов'янських літератур, текстології, літературного джерелознавства. У журналі налічується майже 40 рубрик, як-от: «Ad fontes!» — статті про давню літературу та українську класичну, «Питання шевченкознавства», «Література ХХ століття», «Час теперішній», «Порівняльне літературознавство», а також «Діаспора» — статті про літературну та громадську діяльність українців зарубіжжя, «Україніка» — про інтеграцію української філологічної науки в європейський культурний процес, «Дебют» — тут розміщуються статті науковців-початківців, архівні матеріали і спогади можна оприлюднити в рубриці «Написане лишається» тощо.
У рубриках «Погляд» і «Дискусії» публікуються матеріали, які мають більш особистий погляд авторів, «Рецензії» — огляд вітчизняних і зарубіжних монографій, збірників, які становлять інтерес для читачів журналу, у «Літопису подій» подаються матеріали про наукові заходи в Україні та за її межами (симпозіуми, семінари, конференції).
Стратегічне завдання журналу — координація основних напрямів літературознавчих досліджень і формування на теренах України нового теоретико-літературного дискурсу, сприяти розвитку українського літературознавства та його інтеграції у європейський науковий простір.